# Deilanthe
Deilanthe es un género con siete especies de plantas con flores perteneciente a la familia Aizoaceae.

## Taxonomía
Deilanthe fue descrito por  Nicholas Edward Brown, y publicado en The Gardeners' Chronicle & Agricultural Gazette ser. 3. 88: 278. 1930. La especie tipo es: Deilanthe peersii (L. Bolus) N.E. Br.

## Especies
- Deilanthe hilmarii (L.Bolus) H.E.K.Hartmann
- Deilanthe peersii (L.Bolus) N.E.Br.
- Deilanthe thudichumii (L.Bolus) S.A.Hammer